# Зені (Ноджихеві)
Зені (груз. ზენი) — село в Грузії.
За даними перепису населення 2014 року в селі проживає 63 особи.